# Bucklin (Kansas)
Bucklin – miasto położone w Hrabstwie Ford.